# Neue Deutsche Biographie

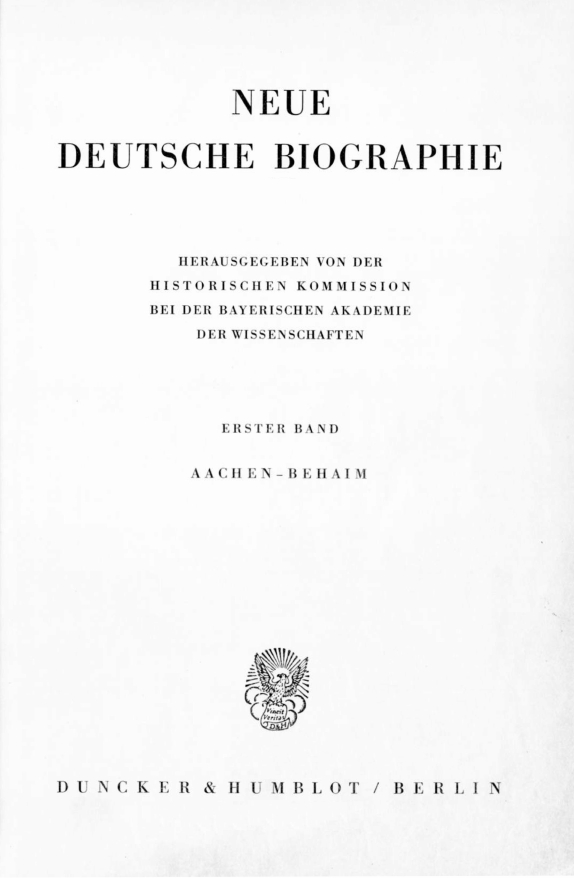
Titelblatt des ersten Bandes der Neuen Deutschen Biographie von 1953

Die Neue Deutsche Biographie (NDB) wurde von 1953 bis 2024 von der Historischen Kommission bei der Bayerischen Akademie der Wissenschaften im Verlag Duncker & Humblot herausgegeben und ist zusammen mit dem Vorgängerprojekt, der Allgemeinen Deutschen Biographie (ADB) (erschienen 1875–1912), und dem rein digitalen Nachfolgeprojekt NDB-online die maßgebliche deutsche Nationalbiografie. Alle Beiträge des Nachschlagewerks werden jeweils von einzelnen Experten verfasst und enthalten in der Regel auch Namensvarianten wie z. B. Pseudonyme, Angaben zur Genealogie, Lebensläufe mit historischer Einordnung, Mitgliedschaften, Auszeichnungen, Quellen-, Werk- und Literaturverzeichnisse sowie Porträtnachweise. Die Personenregister enthalten zudem Rückverweise auf die vorangehenden Bände.
In 28 Bänden liegen mehr als 26.000 Einzel- und Familienartikel vor. Die darin enthaltenen Personennamen und Namensvarianten können zusammen mit denen aus der Allgemeinen Deutschen Biographie und der NDB-online auf der Website des historisch-biografischen Informationssystems Deutsche Biographie recherchiert werden. Mit Band 28 der NDB wurde die gedruckte Publikation abgeschlossen. Die Fortsetzung erfolgt in der NDB-online.

## Geschichte
Der erste Band der NDB erschien 1953 und erfasste Persönlichkeiten bis zum Sterbejahr 1952. Der Personenkreis schließt Deutsche, die im Ausland wirkten, ebenso ein wie Ausländer, die im deutschen Sprach- und Kulturraum besonders hervortraten. Herausgeber waren Otto zu Stolberg-Wernigerode (bis 1967), Walter Bußmann (1968), Fritz Wagner (bis 1987), Karl Otmar Freiherr von Aretin (bis 1998) und Hans Günter Hockerts (bis 2012). Für Band 25 wurde die NDB 2013 zunächst von Maximilian Lanzinner geleitet, von Anfang 2014 bis Anfang 2024 Hans-Christof Kraus. Malte Rehbein trug von Juli 2014 bis Dezember 2023 als Projektleiter die Verantwortung für die in Kooperation mit der Bayerischen Staatsbibliothek (BSB) betriebene digitale Deutsche Biographie und Peter Hoeres seit 2019 für NDB-online. Ein wissenschaftlicher Beirat unterstützt den Herausgeber.

## Online-Recherche
Seit August 2001 ist das von der Historischen Kommission bei der Bayerischen Akademie der Wissenschaften und der Bayerischen Staatsbibliothek herausgegebene Gesamtregister im Internet frei zugänglich. Seit April 2008 sind zudem die Artikel der ersten 22 Bände der NDB online verfügbar und mit dem Register verknüpft, ebenso wie seit 2002 die Digitalisate der Elektronischen Allgemeinen Deutschen Biographie (E-ADB); 2010 folgte Band 23 (Schinzel – Schwarz), 2013 Band 24 (Schwarz – Stader), 2016 Band 25 (Stadion – Tecklenborg), 2020 Band 26 (Tecklenburg – Vocke) und 2024 Band 27 (Vockerodt – Wettiner). Das Gesamtregister wurde von 2003 bis 2010 in vier Ausgaben in turnusgemäß aktualisierter und erweiterter Form auch auf CD-ROM publiziert.
Die Namenregister mit aktualisierten Zusatzinformationen und den bio-bibliographischen Angaben sind seit Juli 2009 auch in das Biographie-Portal integriert. Nach Bewilligung durch die Deutsche Forschungsgemeinschaft (DFG) werden seit Februar 2010 die ersten 23 Bände der NDB und 55 Bände der ADB als TEI-strukturierter xml-Volltext im Internet bereitgestellt. Zudem wurden etwa 93.000 im Gesamtregister enthaltene Namen aus ADB und NDB mit der Personennamendatei (PND) abgeglichen und dabei rund 37.000 Datensätze neu angelegt.
Auf der Basis der digitalisierten Hauptkartei der NDB-Redaktion wurden im Juli 2011 weitere 34.000 mit der PND abgeglichene Personendatensätze in den Index integriert. Im Februar 2012 hat die DFG einen Antrag zur Erweiterung der Deutschen Biographie zu einem zentralen historisch-biographischen Informationssystem für den deutschsprachigen Raum bewilligt. Hierbei bildet die Gemeinsame Normdatei (GND) die Grundlage für die systematische Vernetzung mit weiteren personenbezogenen Ressourcen wie dem Kalliope-Verbund, filmportal.de und der Zentralen Datenbank Nachlässe des Bundesarchivs. Für die online verfügbaren Artikel der NDB wird auch eine GND-Beacon-Datei bereitgestellt.

## Bandübersicht
Die Neue Deutsche Biographie erscheint seit 1953 im Verlag Duncker & Humblot in Berlin.
1. Aachen – Behaim. 1953, Nachdruck 1971
2. Behaim – Bürkel. 1955, Nachdruck 1971
3. Bürklein – Ditmar. 1957, Nachdruck 1971
4. Dittel – Falck. 1959, Nachdruck 1971
5. Falck – Fyner (voran: Faistenberger). 1961, Nachdruck 1971
6. Gaál – Grasmann. 1964, Nachdruck 1971
7. Grassauer – Hartmann. 1966
8. Hartmann – Heske. 1969
9. Heß – Hüttig. 1972
10. Hufeland – Kaffsack. 1974
11. Kafka – Kleinfercher. 1977
12. Kleinhans – Kreling. 1980
13. Krell – Laven. 1982
14. Laverrenz – Locher-Freuler. 1985
15. Locherer – Maltza(h)n. 1987, ISBN 3-428-00196-6
16. Maly – Melanchthon. 1990, ISBN 3-428-00197-4
17. Melander – Moller. 1994, ISBN 3-428-00198-2
18. Moller – Nausea. 1997, ISBN 3-428-00199-0
19. Nauwach – Pagel. 1999, ISBN 3-428-00200-8
20. Pagenstecher – Püterich. 2001, ISBN 3-428-00201-6
21. Pütter – Rohlfs. Mit ADB & NDB-Gesamtregister auf CD-ROM. 2003, ISBN 3-428-11202-4
22. Rohmer – Schinkel. Mit 2. Ausgabe des ADB & NDB-Gesamtregister auf CD-ROM, 2005, ISBN 3-428-11203-2
23. Schinzel – Schwarz. Mit 3. Ausgabe des ADB & NDB-Gesamtregister auf CD-ROM, 2007, ISBN 978-3-428-11204-3
24. Schwarz – Stader. Mit 4. Ausgabe des ADB & NDB-Gesamtregisters auf CD-ROM, 2010, ISBN 978-3-428-11205-0
25. Stadion – Tecklenborg. 2013, ISBN 978-3-428-11206-7
26. Tecklenburg – Vocke. 2016, ISBN 978-3-428-11207-4
27. Vockerodt – Wettiner. 2020, ISBN 978-3-428-11208-1
28. Wettstein – Zwoch. 2024, ISBN 978-3-428-18883-3